# Bob Sinclar/Diskografie
Diese Diskografie ist eine Übersicht über die musikalischen Werke des französischen Plattenproduzenten, DJs und Remixers Bob Sinclar. Den Schallplattenauszeichnungen zufolge hat er bisher mehr als 2,4 Millionen Tonträger verkauft, davon alleine in seiner Heimat über 475.000. Seine erfolgreichste Veröffentlichung ist die Single Love Generation mit über 500.000 verkauften Einheiten.

## Alben

### Studioalben
| Jahr | Titel Musiklabel                                     | Höchstplatzierung, Gesamtwochen, AuszeichnungChartplatzierungen (Jahr, Titel, Musiklabel, Platzierungen, Wochen, Auszeichnungen, Anmerkungen) | Höchstplatzierung, Gesamtwochen, AuszeichnungChartplatzierungen (Jahr, Titel, Musiklabel, Platzierungen, Wochen, Auszeichnungen, Anmerkungen) | Höchstplatzierung, Gesamtwochen, AuszeichnungChartplatzierungen (Jahr, Titel, Musiklabel, Platzierungen, Wochen, Auszeichnungen, Anmerkungen) | Höchstplatzierung, Gesamtwochen, AuszeichnungChartplatzierungen (Jahr, Titel, Musiklabel, Platzierungen, Wochen, Auszeichnungen, Anmerkungen) | Höchstplatzierung, Gesamtwochen, AuszeichnungChartplatzierungen (Jahr, Titel, Musiklabel, Platzierungen, Wochen, Auszeichnungen, Anmerkungen) | Anmerkungen                                               |
| Jahr | Titel Musiklabel                                     | DE | AT | CH | UK | FR | Anmerkungen                                               |
| ---- | ---------------------------------------------------- | --- | --- | --- | --- | --- | --------------------------------------------------------- |
| 1998 | Paradise                                             | — | — | — | UK88 (1 Wo.)UK | FR27 (5 Wo.)FR | Erstveröffentlichung: 19. Oktober 1998                    |
| 2000 | Champs Elysées                                       | — | — | CH84 (2 Wo.)CH | — | FR28 Silber · (11 Wo.)FR | Erstveröffentlichung: 23. Oktober 2000 Verkäufe: + 50.000 |
| 2002 | III                                                  | — | — | — | — | FR24 (17 Wo.)FR | Erstveröffentlichung: 12. Dezember 2002                   |
| 2004 | Enjoy                                                | — | — | — | — | FR45 (9 Wo.)FR | Erstveröffentlichung: 29. Oktober 2004                    |
| 2005 | In the House                                         | — | — | — | — | FR57 (8 Wo.)FR | Erstveröffentlichung: 29. August 2005                     |
| 2006 | Western Dream Yellow Productions (Balagan Music)     | — | — | CH6 (21 Wo.)CH | — | FR11 ×2Doppelplatin · (68 Wo.)FR | Erstveröffentlichung: 28. August 2006 Verkäufe: + 207.500 |
| 2007 | Soundz of Freedom Yellow Productions (Balagan Music) | — | — | CH22 (17 Wo.)CH | — | FR7 Gold · (66 Wo.)FR | Erstveröffentlichung: 1. Februar 2007 Verkäufe: + 75.000  |
| 2009 | Born in 69 Yellow Productions (Balagan Music)        | — | — | CH50 (6 Wo.)CH | — | FR7 Gold · (22 Wo.)FR | Erstveröffentlichung: 30. Juni 2009 Verkäufe: + 50.000    |
| 2010 | Made in Jamaica Ministry of Sound                    | — | — | — | — | FR103 (6 Wo.)FR | Erstveröffentlichung: 25. Juni 2010                       |
| 2011 | Knights of the Playboy Mansion                       | — | — | — | — | FR156 (2 Wo.)FR | Erstveröffentlichung: 1. April 2011                       |
| 2012 | Disco Crash Yellow Productions (Balagan Music)       | — | — | CH31 (3 Wo.)CH | — | FR19 (11 Wo.)FR | Erstveröffentlichung: 30. März 2012                       |
| 2013 | Paris By Night Yellow Productions (WEPLAY Music)     | — | — | — | — | FR114 (1 Wo.)FR | Erstveröffentlichung: 1. April 2013                       |

als The Mighty Bop (mit Alain Ho)
- 1995: La Vague Sensorielle
- 1995: The Mighty Bop Meets DJ Cam & La Funk Mob (mit DJ Cam & La Funk Mob)
- 1996: Autres Voix, Autres Blues
- 2000: Spin My Hits
- 2002: The Mighty Bop

als Reminiscence Quartet (mit Alain Ho & Sébastien Tellier)
- 1994: Ritmo Brasileiro
- 1995: Psycodelico
- 1999: More Psycodelico

als Yellow Productions (mit Alain Ho & Cutee B.)
- 1994: A Finest Fusion of Black Tempo

als Africanism
- 2001: Africanism Allstars Vol. I
- 2004: Africanism Allstars Vol. II
- 2005: Africanism Allstars Vol. III
- 2006: Africanism Allstars Vol. IV

### Livealben
| Jahr | Titel                       | Höchstplatzierung, Gesamtwochen, AuszeichnungChartplatzierungen (Jahr, Titel, Platzierungen, Wochen, Auszeichnungen, Anmerkungen) | Höchstplatzierung, Gesamtwochen, AuszeichnungChartplatzierungen (Jahr, Titel, Platzierungen, Wochen, Auszeichnungen, Anmerkungen) | Höchstplatzierung, Gesamtwochen, AuszeichnungChartplatzierungen (Jahr, Titel, Platzierungen, Wochen, Auszeichnungen, Anmerkungen) | Höchstplatzierung, Gesamtwochen, AuszeichnungChartplatzierungen (Jahr, Titel, Platzierungen, Wochen, Auszeichnungen, Anmerkungen) | Höchstplatzierung, Gesamtwochen, AuszeichnungChartplatzierungen (Jahr, Titel, Platzierungen, Wochen, Auszeichnungen, Anmerkungen) | Anmerkungen                          |
| Jahr | Titel                       | DE | AT | CH | UK | FR | Anmerkungen                          |
| ---- | --------------------------- | --- | --- | --- | --- | --- | ------------------------------------ |
| 2009 | Live at the Playboy Mansion | — | — | — | — | FR48 (7 Wo.)FR | Erstveröffentlichung: 3. August 2009 |

### Kompilationen
- 2001: Cerrone by Bob Sinclar (Remix-Kompilation mit Liedern von Cerrone)
- 2008: Dancefloor FG Winter 2008 (DJ-Mix)
- 2010: The Best of

## Singles
| Jahr | Titel Album                                                   | Höchstplatzierung, Gesamtwochen, AuszeichnungChartplatzierungen (Jahr, Titel, Album, Platzierungen, Wochen, Auszeichnungen, Anmerkungen) | Höchstplatzierung, Gesamtwochen, AuszeichnungChartplatzierungen (Jahr, Titel, Album, Platzierungen, Wochen, Auszeichnungen, Anmerkungen) | Höchstplatzierung, Gesamtwochen, AuszeichnungChartplatzierungen (Jahr, Titel, Album, Platzierungen, Wochen, Auszeichnungen, Anmerkungen) | Höchstplatzierung, Gesamtwochen, AuszeichnungChartplatzierungen (Jahr, Titel, Album, Platzierungen, Wochen, Auszeichnungen, Anmerkungen) | Höchstplatzierung, Gesamtwochen, AuszeichnungChartplatzierungen (Jahr, Titel, Album, Platzierungen, Wochen, Auszeichnungen, Anmerkungen) | Anmerkungen                                                                                                |
| Jahr | Titel Album                                                   | DE | AT | CH | UK | FR | Anmerkungen                                                                                                |
| ---- | ------------------------------------------------------------- | --- | --- | --- | --- | --- | --- |
| 1999 | My Only Love Paradise                                         | — | — | — | UK56 (4 Wo.)UK | FR78 (2 Wo.)FR | Erstveröffentlichung: 19. April 1999 mit Lee Genesis                                                       |
| 2000 | I Feel for You Champs Elysées                                 | DE94 (3 Wo.)DE | — | — | UK9 (5 Wo.)UK | FR44 (20 Wo.)FR | Erstveröffentlichung: 11. August 2000                                                                      |
| 2001 | Darlin’ III                                                   | — | — | — | UK46 (1 Wo.)UK | FR40 (8 Wo.)FR | Erstveröffentlichung: 6. März 2001 mit James „D-Train“ Williams                                            |
| 2003 | The Beat Goes On The Mighty Bop                               | — | — | — | UK33 (2 Wo.)UK | FR22 (19 Wo.)FR | Erstveröffentlichung: 25. März 2003                                                                        |
| 2003 | Kiss My Eyes III                                              | — | — | — | UK67 (1 Wo.)UK | FR34 (12 Wo.)FR | Erstveröffentlichung: 19. November 2003                                                                    |
| 2005 | Love Generation Western Dream                                 | DE1 (45 Wo.)DE | AT1 Gold · (39 Wo.)AT | CH2 Gold · (78 Wo.)CH | UK12 Silber · (17 Wo.)UK | FR3 Silber · (24 Wo.)FR | Erstveröffentlichung: 13. Oktober 2005 Verkäufe: + 568.000; feat. Gary Pine                                |
| 2006 | World, Hold On (Children of the Sky) Western Dream            | DE19 (17 Wo.)DE | AT17 (21 Wo.)AT | CH12 (44 Wo.)CH | UK9 Platin · (12 Wo.)UK | FR2 (27 Wo.)FR | Erstveröffentlichung: 16. Juni 2006 Verkäufe: + 835.000; feat. Steve Edwards                               |
| 2006 | Rock This Party Western Dream                                 | DE18 (10 Wo.)DE | AT12 (19 Wo.)AT | CH4 (54 Wo.)CH | UK3 Silber (Yellow Productions) + Silber (Universal) · (15 Wo.)UK                                                                        | FR3 (26 Wo.)FR | Erstveröffentlichung: 13. Oktober 2006 Verkäufe: + 454.000; mit Cutee B feat. Dollarman, Big Ali & Makedah |
| 2007 | Sound of Freedom Soundz of Freedom                            | DE44 (6 Wo.)DE | AT39 (7 Wo.)AT | CH31 (14 Wo.)CH | UK14 (5 Wo.)UK | FR6 (24 Wo.)FR | Erstveröffentlichung: 6. Juli 2007 mit Gary Pine, Cutee B & Dollarman                                      |
| 2007 | What I Want Soundz of Freedom                                 | — | — | CH57 (4 Wo.)CH | UK57 (3 Wo.)UK | FR6 (23 Wo.)FR | Erstveröffentlichung: 12. Oktober 2007 pres. Fireball                                                      |
| 2007 | Together Soundz of Freedom                                    | — | — | CH42 (7 Wo.)CH | — | — | Erstveröffentlichung: 14. Dezember 2007 feat. Steve Edwards                                                |
| 2008 | What a Wonderful World Defected – House Masters – Bob Sinclar | — | — | — | — | FR48 (1 Wo.)FR | Erstveröffentlichung: 30. Dezember 2008 vs. Axwell feat. Ron Carroll                                       |
| 2009 | Lala Song Born in 69                                          | DE55 (5 Wo.)DE | — | CH68 (6 Wo.)CH | — | FR90 (1 Wo.)FR | Erstveröffentlichung: 21. Juli 2009 feat. Sugarhill Gang                                                   |
| 2010 | I Wanna Made in Jamaica                                       | DE87 (1 Wo.)DE | — | CH46 (1 Wo.)CH | — | — | Erstveröffentlichung: 26. April 2010 feat. Sahara, Shaggy & Costi                                          |
| 2010 | Tik Tok Made in Jamaica                                       | DE37 (6 Wo.)DE | AT36 (3 Wo.)AT | — | — | — | Erstveröffentlichung: 29. November 2010 feat. Sean Paul                                                    |
| 2011 | Far l’amore Knights of the Playboy Mansion                    | DE46 (6 Wo.)DE | AT23 (7 Wo.)AT | CH16 (18 Wo.)CH | — | FR26 (23 Wo.)FR | Erstveröffentlichung: 13. Juni 2011 feat. Raffaella Carrà                                                  |
| 2011 | Me Not a Gangsta Knights of the Playboy Mansion               | — | — | — | — | FR44 (6 Wo.)FR | Erstveröffentlichung: 24. Oktober 2011 feat. Mr Shammi & Colonel Reyel                                     |
| 2012 | Rock the Boat Disco Crash                                     | DE45 (5 Wo.)DE | AT51 (3 Wo.)AT | CH20 (10 Wo.)CH | — | FR22 (28 Wo.)FR | Erstveröffentlichung: 16. März 2012 feat. Pitbull, Dragonfly & Fatman Scoop                                |
| 2012 | F*** with You Disco Crash                                     | — | — | — | — | FR144 (8 Wo.)FR | Erstveröffentlichung: 7. Mai 2012 feat. Sophie Ellis-Bextor & Gilbere Forte                                |
| 2012 | Groupie –                                                     | — | — | — | — | FR100 (16 Wo.)FR | Erstveröffentlichung: 27. August 2012                                                                      |
| 2014 | Heart of Glass –                                              | DE73 (2 Wo.)DE | AT63 (1 Wo.)AT | — | — | FR31 (10 Wo.)FR | Erstveröffentlichung: Mai 2014 Gisele & Bob Sinclar Original: Blondie                                      |
| 2015 | Feel the Vibe –                                               | — | — | — | — | FR163 (4 Wo.)FR | Erstveröffentlichung: August 2015 feat. Dawn Tallman                                                       |
| 2016 | Someone Who Needs Me –                                        | — | — | — | — | FR54 (20 Wo.)FR | Erstveröffentlichung: 18. April 2016                                                                       |

Weitere Singles
| - 1998: Ultimate Funk - 1999: Feelin’ Good (als The Mighty Bop) - 2000: Bisou Sucré - 2000: Greetings from Champs Elysées EP - 2000: Do It (als Africanism, mit Eddie Amador) - 2001: Freedom (mit Gene Van Buren) - 2001: Kazet (als Africanism) - 2001: Save Our Soul - 2002: I Go Crazy (als The Mighty Bop) - 2002: Viel Ou La (als Africanism) - 2003: Lady (als The Mighty Bop, mit Duncan Roy) - 2003: Prego (mit Eddie Amador) - 2003: Slave Nation - 2004: Amour Kéfé (als Africanism) - 2004: Kalimbo (als Africanism) - 2004: Sexy Dancer (mit Cerrone’s Angels) - 2004: You Could Be My Lover (mit Linda Lee Hopkins) - 2004: Steel Storm (als Africanism, mit Ladysmith Black Mambazo) | - 2004: Summer Moon (als Africanism, mit David Guetta) - 2007: Everybody Movin’ - 2007: Tennessee (mit Farrell Lennon) - 2007: All Around the World (feat. Lionel Richie) - 2007: Tribute (mit Ron Carroll & Michael Robinson) - 2009: New New New (feat. Vybrate, Queen Ifrica & Makedah) - 2009: Love You No More (feat. Shabba Ranks) - 2010: Peace Song (mit Steve Edwards) - 2010: Rainbow of Love (mit Ben Onono) - 2013: Summer Moonlight - 2013: Cinderella (She Said Her Name) - 2014: I Want You (feat. CeCe Rogers) - 2016: Burning (mit Daddy’s Groove) - 2017: Til the Sun Rise Up (feat. Akon) - 2018: I Believe - 2019: Electrico romantico (feat. Robbie Williams) - 2020: I’m on My Way (feat. OMI) - 2021: We Could Be Dancing (feat. Molly Hammar) |

## Remixe
| Jahr | Titel Album      | Höchstplatzierung, Gesamtwochen, AuszeichnungChartplatzierungen (Jahr, Titel, Album, Platzierungen, Wochen, Auszeichnungen, Anmerkungen) | Höchstplatzierung, Gesamtwochen, AuszeichnungChartplatzierungen (Jahr, Titel, Album, Platzierungen, Wochen, Auszeichnungen, Anmerkungen) | Höchstplatzierung, Gesamtwochen, AuszeichnungChartplatzierungen (Jahr, Titel, Album, Platzierungen, Wochen, Auszeichnungen, Anmerkungen) | Höchstplatzierung, Gesamtwochen, AuszeichnungChartplatzierungen (Jahr, Titel, Album, Platzierungen, Wochen, Auszeichnungen, Anmerkungen) | Höchstplatzierung, Gesamtwochen, AuszeichnungChartplatzierungen (Jahr, Titel, Album, Platzierungen, Wochen, Auszeichnungen, Anmerkungen) | Anmerkungen               |
| Jahr | Titel Album      | DE | AT | CH | UK | FR | Anmerkungen               |
| ---- | ---------------- | --- | --- | --- | --- | --- | ------------------------- |
| 2000 | My Love Paradise | — | — | — | — | FR63 (5 Wo.)FR | Kluster feat. Ron Carroll |

Weitere Remixe
| - 1997: Dimitri from Paris – Sacré Français - 1998: Superfunk – Come Back - 1998: Big Muff – Feel What You Know - 1998: Tom & Joyce – Val Minha Tristeza - 1998: Ian Pooley – What’s the Number - 1998: Second Crusade – May the Funk Be With You - 1999: Jestofunk – Happy - 1999: Shazz – Pray - 1999: Reminiscence Quartet feat. Salomé de Bahia – Eu So Quero Um Xodo - 1999: Ufo Planet – Plan - 1999: James Brown – Funk On Ah Roll - 2000: Kings Of Tomorrow – Tear It Up - 2000: Stardust – Music Sounds Better with You - 2000: Stevie Wonder – All I Do - 2000: Fused – Saving Mary - 2001: Cerrone – Striptease (Cerrone by Bob Sinclar Album) - 2001: Jamiroquai – Little L - 2001: Serge Gainsbourg – Marabout - 2001: Fantastic Plastic Machine – Love Is Psychadelic - 2001: Natalie Cole – Livin’ For Love - 2001: BMR with Level 42 – Starchild - 2001: The Ark – Siamese Centerfold (Champs Elysées Mix) - 2001: Tom & Joyce – Un Regard, Un Sourire - 2001: Sounds Of Life – Feel’s Good - 2002: Blaze feat. Palmer Brown – Do You Remember House? - 2002: Magic System – Premier Gaou - 2002: Moby – We Are All Made of Stars - 2002: Boris Dlugosh & Michi Lange – Starchild - 2003: David Guetta feat. Barbara Tucker – It’s Alright - 2003: Dr. Kucho! feat. Jodie – Belmondo Rulez 2.0 (It’s All About You) - 2003: Mondo Grosso – BLZ - 2004: L2R vs. Toto Cutugno – Autre Chanson - 2004: Salomé De Bahia – Taj Mahal - 2004: Africanism All Stars – Kalimbo | - 2004: Shiny Grey – Why - 2005: Shiny Grey – You Made a Promise - 2005: Kassav’ – Sye Bwa - 2005: Eri Nobuchika – Sketch for Summer - 2005: KC Flightt – Voices - 2005: Tom & Joy feat. Tony Allen – Antigua - 2005: DJ Cam – Espionnage - 2005: Africanism All Stars feat. Ben Onono – Summer Moon - 2005: Yves Larock feat. Roland Richards – Zookey (Lift Your Leg Up) - 2005: Axwell feat. Steve Edwards – Watch the Sunrise - 2006: Africanism All Stars – Talibé - 2006: Africanism All Stars – Hard - 2006: Lekan Babalola – Elegba - 2006: Chocolate Puma – Always and Forever - 2006: Omar – It’s So - 2006: Michel Polnareff – Ophélie Flagrant Des Lits - 2006: Lionel Richie – All Around the World - 2007: Martin Solveig feat. Jay Sebag – Rejection - 2007: Mr. V – Put Your Drink Down - 2007: Rihanna – Don’t Stop the Music - 2007: Louie Vega Presents Anané feat. Da Groove Doctors – Shake Dat Booty - 2007: Craig David – Hot Stuff vs. World, Hold On - 2007: ArtOfDisco – Ten Thousand Women - 2008: Anané feat. Mr. Vegas – Shake It - 2008: Madonna feat. Justin Timberlake & Timbaland – 4 Minutes - 2008: Barbara Tucker – I Get Lifted - 2008: Kevin Bryant – Who You Wanna Be - 2009: Patrick Coutin – J’aime Regarder Les Filles - 2009: Sliimy – Paint Your Face - 2009: Mika – We Are Golden - 2010: Ultra Naté – Free - 2010: Michael Calfan – Ching Choing - 2010: Amadou & Mariam – Africa |

## Statistik

### Chartauswertung
|                     | DE    | AT    | CH    | UK    | FR     |
| ------------------- | ----- | ----- | ----- | ----- | ------ |
| Nummer-eins-Alben   | DE—DE | AT—AT | CH—CH | UK—UK | FR—FR  |
| Top-10-Alben        | DE—DE | AT—AT | CH1CH | UK—UK | FR2FR  |
| Alben in den Charts | DE—DE | AT—AT | CH5CH | UK1UK | FR13FR |

|                       | DE     | AT    | CH     | UK     | FR     |
| --------------------- | ------ | ----- | ------ | ------ | ------ |
| Nummer-eins-Singles   | DE1DE  | AT1AT | CH—CH  | UK—UK  | FR—FR  |
| Top-10-Singles        | DE1DE  | AT1AT | CH2CH  | UK3UK  | FR5FR  |
| Singles in den Charts | DE11DE | AT8AT | CH10CH | UK10UK | FR21FR |

### Auszeichnungen für Musikverkäufe
| Goldene Schallplatte - Australien - 2023: für die Single World, Hold On - Belgien - 2006: für die Single World, Hold On - 2006: für die Single Rock This Party - Dänemark - 2007: für die Single Rock This Party - Italien - 2010: für die Single Rainbow of Love - 2012: für die Single Rock the Boat - 2012: für die Single F*** with You - 2015: für die Single Feel the Vibe - 2016: für die Single Someone Who Needs Me - 2018: für die Single Til the Sun Rise Up - 2018: für die Single I Believe - 2021: für die Single Love Generation - 2021: für die Single We Could Be Dancing - 2024: für die Single Rock This Party - Neuseeland - 2024: für das Album Western Dream - Schweden - 2006: für die Single Love Generation - Spanien - 2025: für die Single Love Generation | Platin-Schallplatte - Australien - 2006: für die Single Love Generation - Belgien - 2006: für die Single Love Generation - Dänemark - 2006: für die Single Love Generation - Italien - 2011: für die Single Far l’amore - 2023: für die Single World, Hold On - Neuseeland - 2023: für die Single Love Generation - Spanien - 2024: für die Single World, Hold On 2× Platin-Schallplatte - Griechenland - 2025: für die Single World, Hold On |

Anmerkung: Auszeichnungen in Ländern aus den Charttabellen bzw. Chartboxen sind in ebendiesen zu finden.
| Land/RegionAuszeichnungen für Musikverkäufe (Land/Region, Auszeichnungen, Verkäufe, Quellen) | Silber     | Gold       | Platin       | Verkäufe  | Quellen                     |
| -------------------------------------------------------------------------------------------- | ---------- | ---------- | ------------ | --------- | --------------------------- |
| Australien (ARIA)                                                                            | —          | Gold1      | Platin1      | 105.000   | aria.com.au                 |
| Belgien (BRMA)                                                                               | —          | 2× Gold2   | Platin1      | 100.000   | ultratop.be                 |
| Dänemark (IFPI)                                                                              | —          | Gold1      | Platin1      | 12.000    | Einzelnachweise             |
| Frankreich (SNEP)                                                                            | 2× Silber2 | 2× Gold2   | 2× Platin2   | 475.000   | snepmusique.com infodisc.fr |
| Griechenland (IFPI)                                                                          | —          | —          | 2× Platin2   | 40.000    | Einzelnachweise             |
| Italien (FIMI)                                                                               | —          | 10× Gold10 | 2× Platin2   | 395.000   | fimi.it                     |
| Neuseeland (RMNZ)                                                                            | —          | Gold1      | Platin1      | 37.500    | radioscope.co.nz NZ2        |
| Österreich (IFPI)                                                                            | —          | Gold1      | —            | 15.000    | ifpi.at                     |
| Schweden (IFPI)                                                                              | —          | Gold1      | —            | 10.000    | sverigetopplistan.se        |
| Schweiz (IFPI)                                                                               | —          | Gold1      | —            | 20.000    | hitparade.ch                |
| Spanien (Promusicae)                                                                         | —          | Gold1      | Platin1      | 90.000    | elportaldemusica.es         |
| Vereinigtes Königreich (BPI)                                                                 | 3× Silber3 | —          | Platin1      | 1.200.000 | bpi.co.uk                   |
| Insgesamt                                                                                    | 5× Silber5 | 21× Gold21 | 12× Platin12 |           |                             |